# Art Hillery
Arthur „Art“ Hillery (*  31. Oktober 1925 in New Orleans; † 23. November 2011) war ein US-amerikanischer Jazzpianist, Organist und Komponist.

## Leben
Hillery, geboren 1925 in New Orleans, begann als klassischer Pianist. Beeinflusst durch Oscar Peterson wechselte er zum Jazz. Er arbeitete seit dem Anfang der 1960er Jahre als Studiomusiker in Los Angeles und wirkte dort u. a. bei Aufnahmen von Ella Fitzgerald (The Best Is Yet to Come 1982), Milt Jackson, Sonny Stitt, Red Holloway, Sweets Edison, Papa John Creach, Eddie „Cleanhead“ Vinson, Eddie Lockjaw Davis, Tom Waits (Orphans: Brawlers, Bawlers & Bastards 2006) und Teddy Edwards mit, für die er auch Kompositionen beisteuerte. Für Jimmy Witherspoon schrieb er den Titel Bug To Put 'n Yo' Year. Kurz vor seinem Tod im November 2011 legte er sein Debütalbum The Works of Art vor.